# Championnats des Balkans d'athlétisme 2019
Navigation
Édition précédente Édition suivante
La 74e édition des Championnats des Balkans d'athlétisme de 2019 s'est déroulée à Pravetz en Bulgarie, les 2 et 3 septembre 2019.

## Compétition
Pravetz accueille la compétition pour la première fois.Plusieurs records des championnats sont battus au cours de la compétition :
- 200 m masculin : Serhiy Smelyk en 20 s 50
- 200 m féminin : Ivet Lalova-Collio en 22 s 45
- saut à la perche masculin : Emmanouíl Karalís avec 5,66 m

L'Ukraine est la meilleure nation avec 18 médailles, dont 9 d'or. La Grèce et la Turquie complètent le podium du classement des médailles.

## Résultats

### Hommes
| Épreuves               | Or                                                                            | Argent | Bronze                                                                                       |
| ---------------------- | ----------------------------------------------------------------------------- | --- | -------------------------------------------------------------------------------------------- |
| 100 m Vent : + 0,5     | Emre Zafer Barnes 10 s 48                                                     | Aleksa Kijanovic 10 s 58                                                                                   | Antonio Ivanov 10 s 66                                                                       |
| 200 m Vent : - 0,6     | Serhiy Smelyk 20 s 50 (CR)                                                    | Antonio Ivanov 21 s 07                                                                                     | Ihor Bodrov 21 s 43                                                                          |
| 400 m                  | Danylo Danylenko 46 s 84                                                      | Mindia Endeladze 47 s 37                                                                                   | Oğuz Akgül 47 s 68                                                                           |
| 800 m                  | Oleh Myronets 1 min 50 s 13                                                   | Musa Hajdari 1 min 50 s 33                                                                                 | Christos Kotitsas 1 min 50 s 48                                                              |
| 1 500 m                | Yervand Mkrtchyan 3 min 46 s 00                                               | Musa Hajdari 3 min 46 s 54                                                                                 | David Nikolli 3 min 47 s 06                                                                  |
| 5 000 m                | Ilie Alexandru Corneschi 14 min 51 s 17                                       | Yolo Nikolov 14 min 52 s 01                                                                                | Ayetullah Aslanhan 14 min 53 s 12                                                            |
| 110 m haies Vent : 0,5 | Artem Shamatryn 14 s 18                                                       | Cosmin Ilie Dumitrache 14 s 22                                                                             | Luca Trgovcevic 14 s 22                                                                      |
| 400 m haies            | Denys Nechyporenko 50 s 71                                                    | Dmytro Romaniuk 51 s 12                                                                                    | Rusmir Malkočević 51 s 53                                                                    |
| 3 000 m steeple        | Aras Kaya 8 min 39 s 35                                                       | Osman Junuzovic 8 min 47 s 97                                                                              | Mitko Tsenov 8 min 54 s 97                                                                   |
| 4 × 100 m              | Ukraine Erik Kostrytsia Stanislav Kovalenko Ihor Bodrov Serhiy Smelyk 40 s 40 | Roumanie Efthimios Stergioulis Alexandru Terpezan Marian Valentin Tanase Daniel Mihai Robert Budin 41 s 48 | Bosnie-Herzégovine Nikola Brdar Aleksandar Novaković Milan Vidović Hajrudin Vejzović 43 s 57 |
| 4 × 400 m              | Turquie Akın Özyürek Yavuz Can Batuhan Altıntaş Ilyas Çanakçi 3 min 5 s 85    | Roumanie David Nastase Vlad Dulcescu Mihai Cristian Pislaru Robert Parge 3 min 12 s 43                     | Croatie Mateo Parlov Ivan Katić Jakov Vuković Mateo Ružić 3 min 14 s 62                      |
| Saut en hauteur        | Tihomir Ivanov 2,27 m                                                         | Alperen Acet 2,23 m                                                                                        | Vadym Kravchuk 2,15 m                                                                        |
| Saut à la perche       | Emmanouíl Karalís 5,66 m (CR)                                                 | Thodoris Chrysanthopoulos 5,45 m                                                                           | Dario Prekl 5,31 m                                                                           |
| Saut en longueur       | Yaroslav Isachenkov 7,89 m                                                    | Miltiádis Tedóglou 7,88 m                                                                                  | Lazar Anić 7,88 m                                                                            |
| Triple saut            | Georgi Tsonov 17,03 m (=PB)                                                   | Momchil Karailiev 16,42 m                                                                                  | Can Özüpek 16,37 m                                                                           |
| Lancer du poids        | Andrei Gag 20,71 m (SB)                                                       | Armin Sinancevic 20,58 m                                                                                   | Andrei Toader 20,30 m                                                                        |
| Lancer du disque       | Alin Firfirică 63,67 m                                                        | Danijel Furtula 62,93 m                                                                                    | Mykyta Nesterenko 59,32 m                                                                    |
| Lancer du marteau      | Chrístos Frantzeskákis 76,67 m                                                | Mihaíl Anastasákis 75,32 m                                                                                 | Hlib Piskunov 74,52 m                                                                        |
| Lancer du javelot      | Alexandru Novac 77,90 m                                                       | Mark Slavov 73,84 m                                                                                        | Denis Picus 72,16 m                                                                          |
| Décathlon              | Elvis Kryoukov 7 134 pts                                                      | Aleksandar Grnović 7 104 pts                                                                               | Roman Razvan George 6 555 pts                                                                |

### Femmes
| Épreuves                 | Or                                                                           | Argent                                                                                       | Bronze                                     |
| ------------------------ | ---------------------------------------------------------------------------- | -------------------------------------------------------------------------------------------- | ------------------------------------------ |
| 100 m Vent : + 1,2       | Ivet Lalova-Collio 11 s 23                                                   | Diana Vaisman 11 s 25 (NR)                                                                   | Inna Eftimova 11 s 56                      |
| 200 m Vent : + 1,2       | Ivet Lalova-Collio 22 s 45 (CR, SB)                                          | Eléni Artymatá 22 s 97 (SB)                                                                  | Rafaéla Spanoudáki-Chatziríga 23 s 16 (PB) |
| 400 m                    | Irini Vasiliou 51 s 75 (PB)                                                  | Eléni Artymatá 51 s 77                                                                       | Andrea Miklós 52 s 57                      |
| 800 m                    | Jerneja Smonkar 2 min 07 s 25                                                | Jelena Gajić 2 min 07 s 61                                                                   | Natalia Evangelidou 2 min 08 s 47          |
| 1 500 m                  | Natalia Evangelidou 4 min 17 s 29                                            | Florina Pierdevara 4 min 19 s 75                                                             | Anna Mishchenko 4 min 20 s 00              |
| 5 000 m                  | Teodora Simović 16 min 36 s 45                                               | Yayla Kılıç 16 min 46 s 39                                                                   | Neja Kršina 17 min 05 s 02                 |
| 100 m haies Vent : + 1,8 | Elisávet Pesirídou 13 s 11 (SB)                                              | Hanna Chubkovtsova 13 s 28                                                                   | Oksana Shkurat 13 s 34                     |
| 400 m haies              | Mariia Mykolenko 56 s 45                                                     | Olena Kolesničenko 57 s 59                                                                   | Emel Şanli 58 s 20                         |
| 3 000 m steeple          | Özlem Kaya 9 min 54 s 28                                                     | Isavela Kotsacheili 10 min 37 s 53                                                           | Chrystalla Hadjipolydorou 10 min 59 s 70   |
| 4 × 100 m                | Israël Gal Kadmon Diana Vaisman Olga Lenskay Ilana Dorfman 45 s 00           | Roumanie Camelia Gal Ioana Teodora Gheorghe Roxana Maria Ene Marina Andreea Baboi 46 s 05    | Non-décernée                               |
| 4 × 400 m                | Roumanie Camelia Gal Mirela Lavric Sanda Belgyan Andrea Miklós 3 min 39 s 52 | Bulgarie Nadezhda Racheva Polina Todorova Gabriela Georgieva Kristina Borukova 3 min 47 s 83 | Non-décernée                               |
| Saut en hauteur          | Mirela Demireva 1,91 m                                                       | Ligia-Damaris Bara 1,80 m                                                                    | Marija Vuković 1,80 m                      |
| Saut à la perche         | Buse Arıkazan 4,35 m                                                         | Eleni Claudia Polak 4,28 m                                                                   | Naama Bernstein 4,01 m                     |
| Saut en longueur         | Milica Gardašević 6,42 m                                                     | Efthymia Kolokytha 6,41 m                                                                    | Florentina Costina Iusco 6,37 m            |
| Triple saut              | Paraskeví Papahrístou 14,24 m                                                | Aleksandra Nacheva 13,89 m                                                                   | Elena Panțuroiu 13,81 m                    |
| Lancer du poids          | Dimitriana Surdu 17,53 m                                                     | Olga Golodna 17,51 m                                                                         | Radoslava Mavrodieva 16,81 m               |
| Lancer du disque         | Özlem Becerek 57,47 m                                                        | Kristina Rakocevic 52,49 m                                                                   | Veronika Domjan 51,10 m                    |
| Lancer du marteau        | Stamatia Scarvelis 71,33 m                                                   | Bianca Perie-Ghelber 69,96 m                                                                 | Kıvılcım Kaya 69,04 m                      |
| Lancer du javelot        | Marija Vučenović 57,21 m                                                     | Selena Durna 55,48 m                                                                         | Mihaela Petkova 46,40 m                    |
| Heptathlon               | Alina Shukh 6 042 pts                                                        | Beatrice Puiu 5 497 pts                                                                      | Iva Aleksandrova 4 967 pts                 |

### Tableau des médailles
| Rang  | Nation             | Or | Argent | Bronze | Total |
| ----- | ------------------ | -- | ------ | ------ | ----- |
| 1     | Ukraine            | 9  | 4      | 5      | 18    |
| 2     | Grèce              | 6  | 6      | 2      | 14    |
| 3     | Turquie            | 6  | 3      | 7      | 16    |
| 4     | Roumanie           | 5  | 8      | 5      | 18    |
| 5     | Bulgarie           | 5  | 6      | 6      | 17    |
| 6     | Serbie             | 4  | 3      | 2      | 9     |
| 7     | Chypre             | 2  | 2      | 2      | 6     |
| 8     | Israël             | 1  | 1      | 1      | 3     |
| 9     | Arménie            | 1  | 1      | -      | 2     |
| 10    | Croatie            | 1  | -      | 2      | 3     |
| -     | Slovénie           | 1  | -      | 2      | 3     |
| 12    | Moldavie           | 1  | -      | 1      | 2     |
| 13    | Kosovo             | -  | 3      | -      | 3     |
| 14    | Bosnie-Herzégovine | -  | 2      | 2      | 4     |
| 15    | Monténégro         | -  | 2      | 1      | 3     |
| 16    | Géorgie            | -  | 1      | -      | 1     |
| 17    | Albanie            | -  | -      | 2      | 2     |
| Total | Total              | 42 | 42     | 40     | 124   |